# Renörsudden

Renöreudden är en udde mellan Renörsviken och Hamnviken på södra sidan av Piteälvens mynning i Bottenviken. På udden ligger ett tiotal fritidshus, varav 2-3 med permananentboende.